# Lina Dambrauskaitė
Lina Dambrauskaitė, coniugata Sabaliauskienė (Kaunas, 20 gennaio 1968), è un'ex cestista lituana, fino al 1990 sovietica.

## Carriera
Con la Lituania ha disputato due edizioni dei Campionati mondiali (1998, 2002) e quattro dei Campionati europei (1995, 1997, 1999, 2001).